# Borstenhirsen
Die Pflanzengattung der Borstenhirsen (Setaria) gehört zur Unterfamilie der Panicoideae innerhalb der Familie der Süßgräser (Poaceae). Sie sind von den Gemäßigten Gebieten über die Subtropen bis in die Tropen und auf Kulturland oder auf Ruderalflächen weitverbreitet.

## Beschreibung

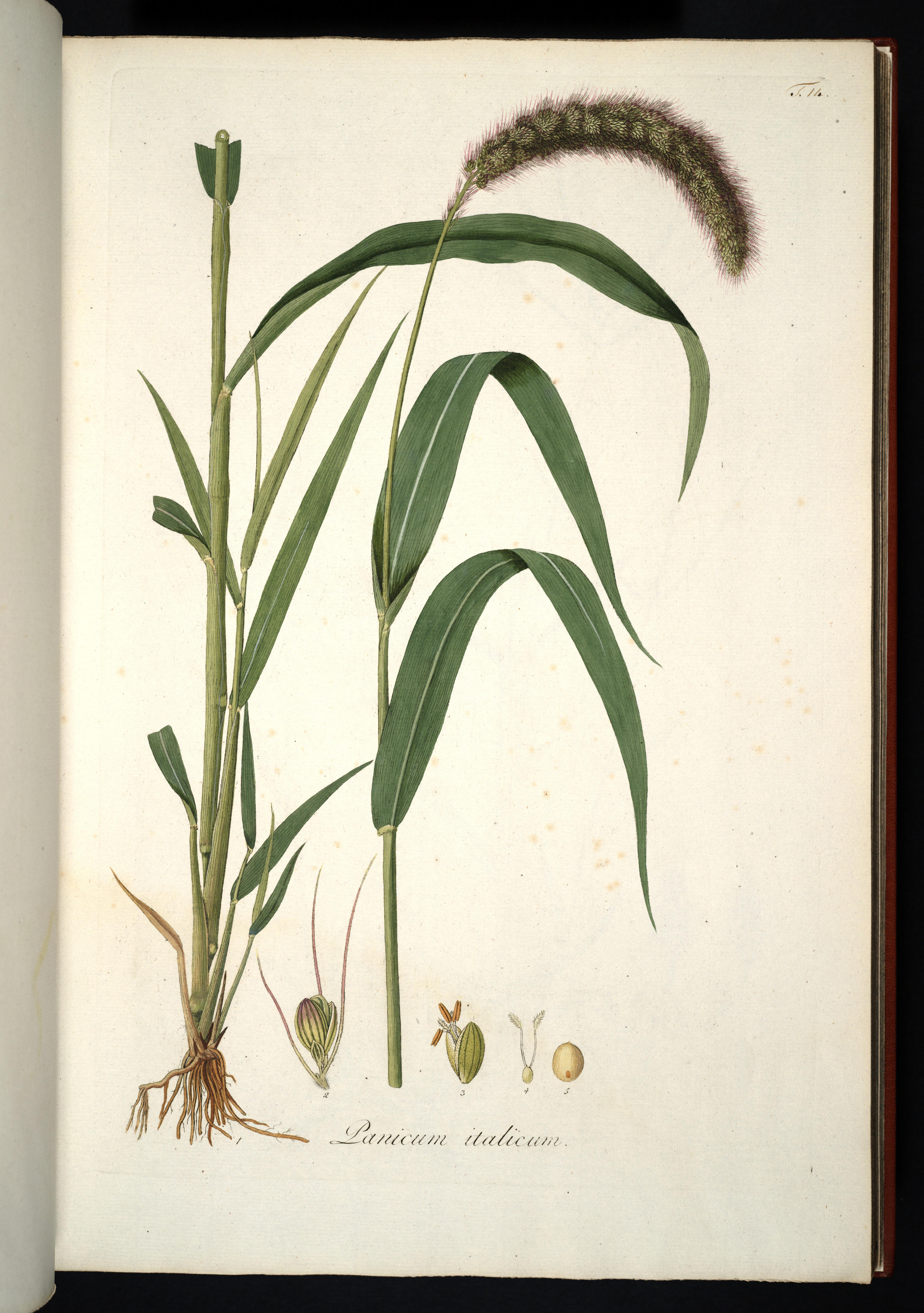
Illustration der Kolbenhirse (Setaria italica)

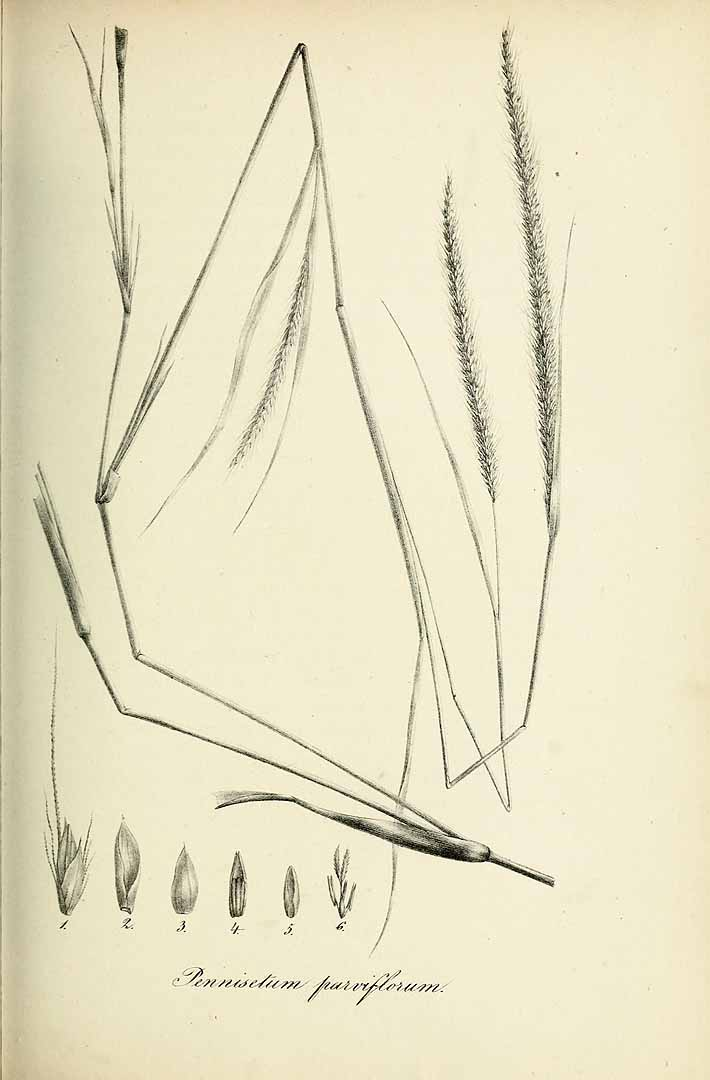
Illustration aus Species graminum, Volume 3 von Setaria parviflora

### Vegetative Merkmale
Borstenhirsen-Arten sind einjährige oder ausdauernde krautige Pflanzen. Die schlanken bis kräftigen oder zuckerrohrähnlichen Halme besitzen Knoten (Nodien).
Die wechselständig an den Halmen angeordneten Laubblätter sind in Blattscheide und Blattspreite gegliedert. Deren Blattscheiden sind offen, kahl und höchstens auf der Oberseite und an den Rändern behaart. Die Blatthäutchen bilden einen dichten Haarkranz mit häutiger Basis. Die einfachen Blattspreiten sind linealisch bis lanzettlich und manchmal an ihrer Basis zu einem Scheinblattstiel verengt.

### Generative Merkmale
Der ährenförmige, rispige Blütenstand ist dicht oder ausgebreitet. Die langen Borsten am Grunde der Ährchen entsprechen reduzierten Rispenästen. Die langen Borstenhaare sind mit vor- oder rückwärts gerichteten Borstenhaaren besetzt und bleiben nach dem Abfallen des Ährchens stehen. Die Ährchen sind elliptisch, auf einer Seite gewölbt und zweiblütig. Die untere Blüte ist männlich oder steril, die obere zwittrig. Die untere Hüllspelze ist dreinervig und bis halb so lang wie das Ährchen. Die obere Hüllspelze ist fünf- bis siebennervig und halb- bis ebenso lang wie das Ährchen. Die Deckspelze der unteren Blüte ist so lang wie das Ährchen, die der oberen Blüte so lang wie das Ährchen oder wenig kürzer, fünfnervig, kahnförmig, verhärtet, glatt oder runzelig und mit ihren Seitenflächen die Vorspelze umschließend. Die Vorspelze ist zweinervig, verhärtend, glatt oder runzelig. Es sind drei Staubblätter vorhanden.
Die Frucht ist fast so lang wie die Blüte und von der verhärteten Deck- und Vorspelze umschlossen.

### Chromosomensätze
Die Chromosomengrundzahl beträgt bei fast allen Setaria-Arten x = 9. Es kommen unterschiedliche Ploidiegrade vor.

## Systematik und Verbreitung
Die Gattung Setaria wurde 1812 durch Ambroise Marie François Joseph Palisot de Beauvois in Essai d'une Nouvelle Agrostographie, Seite 51 aufgestellt. Ein Homononym ist Setaria Ach. ex Michx., das 1803 in Flora Boreali-Americana (Michaux), 2, Seite 331 veröffentlicht wurde. Synonyme für Setaria P.Beauv. nom. cons. sind: Acrochaete Peter non Pringsheim, Camusiella Bosser, Chaetochloa Scribn., Cymbosetaria Schweick., Tansaniochloa Rauschert. Der Name Setaria P.Beauv. wurde konserviert gegenüber Acharius ex A.Michx. Als Lectotypus wurde 1920 „Panicum viride L.“ LT durch Hitchcock in Contr. U.S. Natl. Herb. 22, 3, S. 156 festgelegt und 1920 Setaria viridis (L.) P.Beauv. als Lectotypusart durch S. A. Hitchcock in The genera of grasses of the United States. U.S.D.A. Bull. (1915-23), 772. S. 241 festgelegt.
Die Gattung Setaria gehört zur Subtribe Cenchrinae Tribus Paniceae in der Unterfamilie der Panicoideae innerhalb der Familie Poaceae. Die Subtribus Cenchrinae Dumort. (Syn.: Setariinae (Dumort.) Dumort, Paspalidinae Keng & Keng f., Spinificinae Ohwi, Subtribe Uranthoeciinae Butzin, Xerochloinae Butzin, Snowdeniinae Butzin, Pseudoraphidinae Keng and Keng f.) enthält bei Delfini et al. 2023 etwa 24 Gattungen mit etwa 328 Arten. Der Photosynthese-Pfad ist bei dieser Subtribus C4 NADP–ME. Je nach Autor sind einige Arten der Gattung Setaria s. l. in der Gattung Paspalidium Stapf.
Die Gattung Setaria ist von den Gemäßigten Gebieten über die Subtropen bis in die Tropen fast weltweit verbreitet. In Europa kommen vier bis neun Arten vor, davon in Deutschland vier bis acht, in Afrika 43 Arten, im gemäßigten Asien 18 Arten, im tropischen Asien 16 Arten, in Australasien 16 Arten, auf pazifischen Inseln neun Arten, in Nordamerika 27 Arten und in Südamerika 48 Arten vor. Einige Setaria-Arten gedeihen auf Kulturland oder auf Ruderalflächen in vielen Gebieten der Welt. Zwölf Arten kommen nur in Madagaskar vor. In der Neuen Welt ist Brasilien mit 30 Arten das Zentrum der Artenvielfalt.

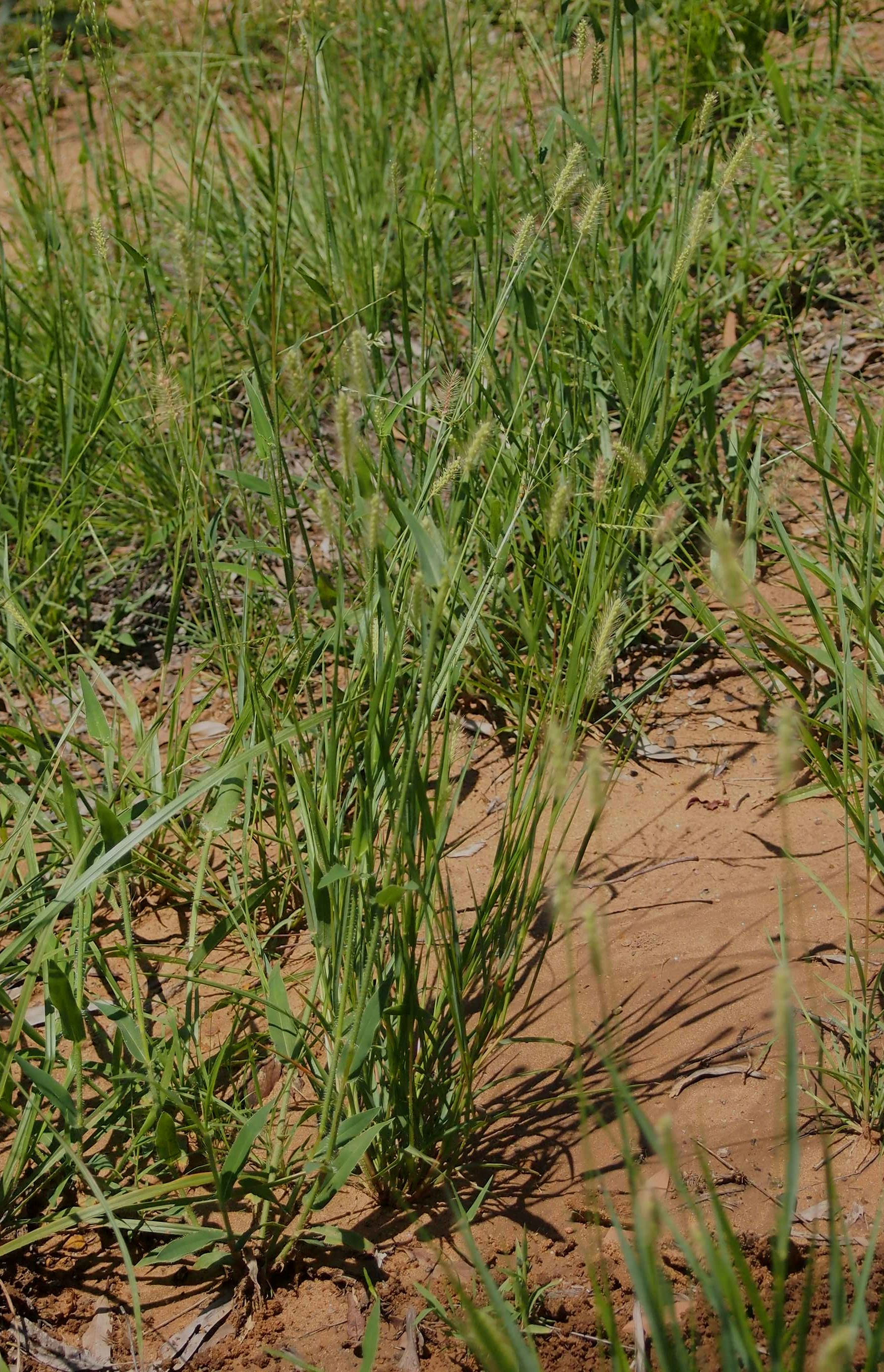
Setaria apiculata

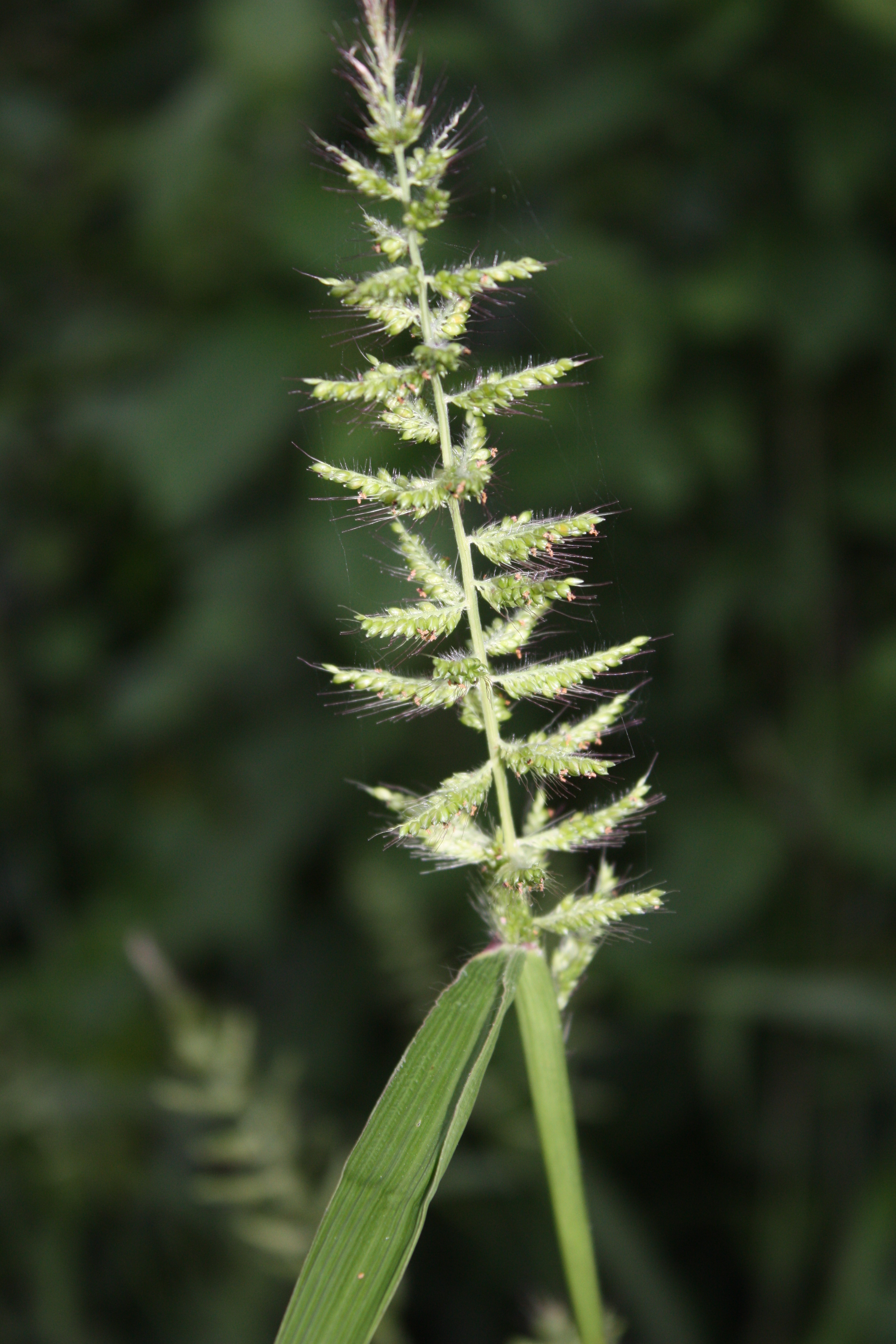
Blütenstand von Setaria barbata

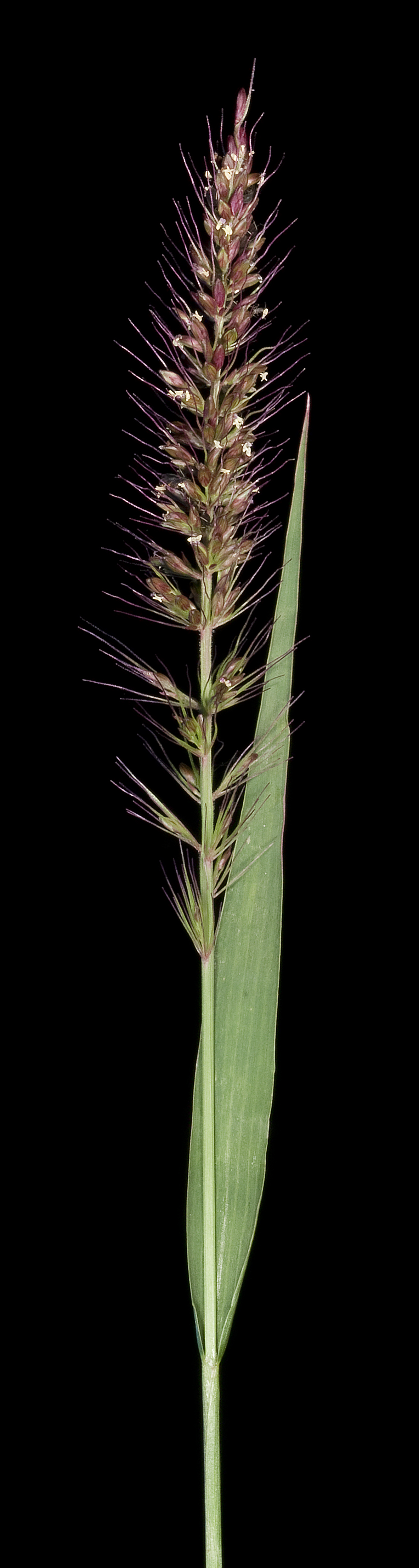
Blütenstand von Setaria dielsii

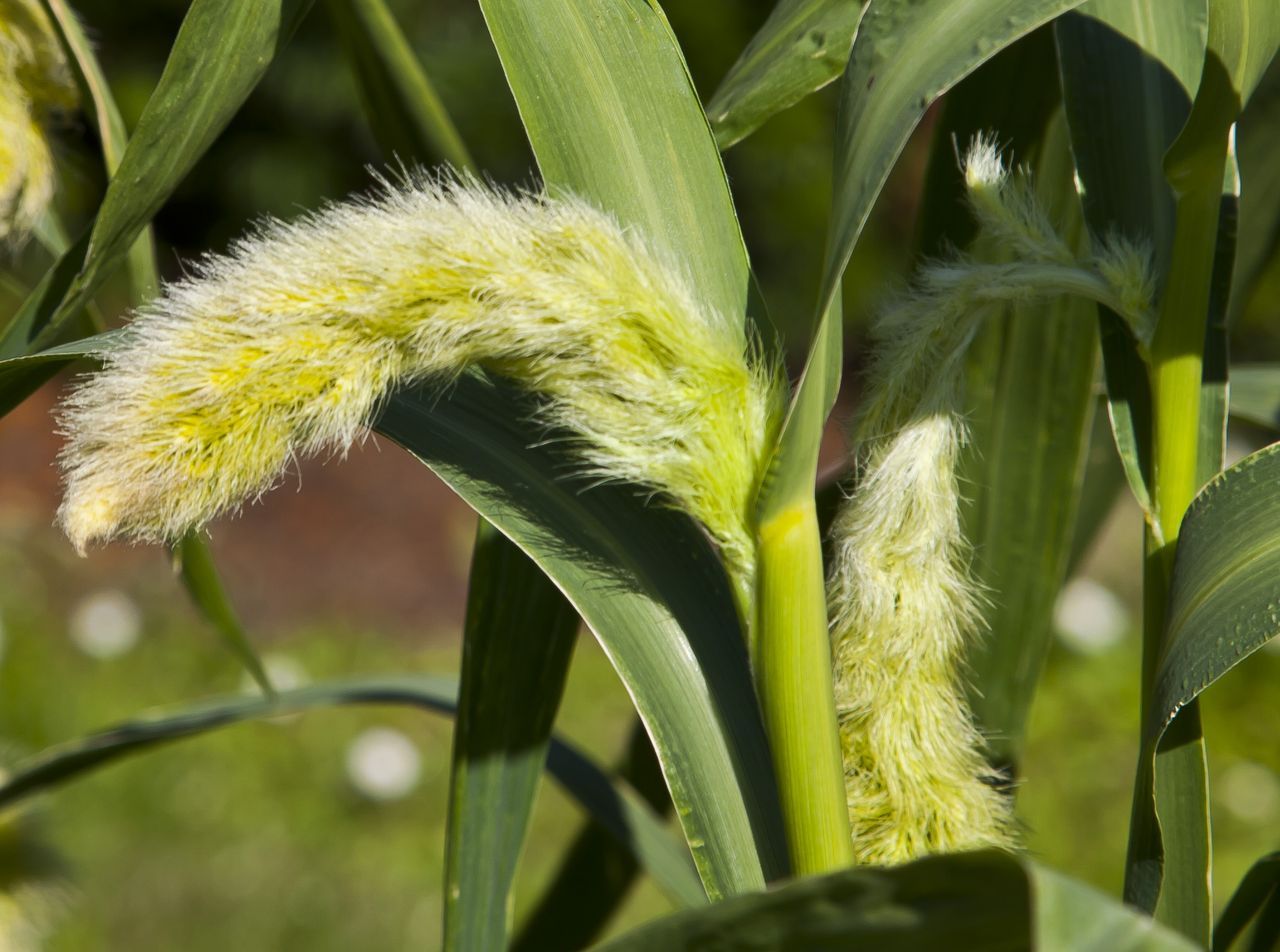
Kolbenhirse (Setaria italica)

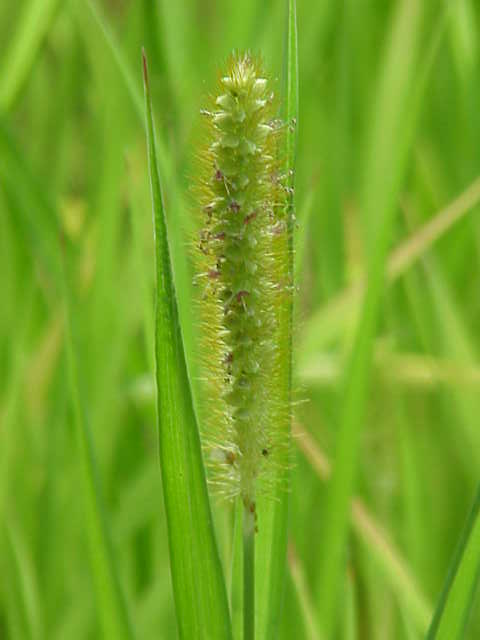
Rote Borstenhirse (Setaria pumila)

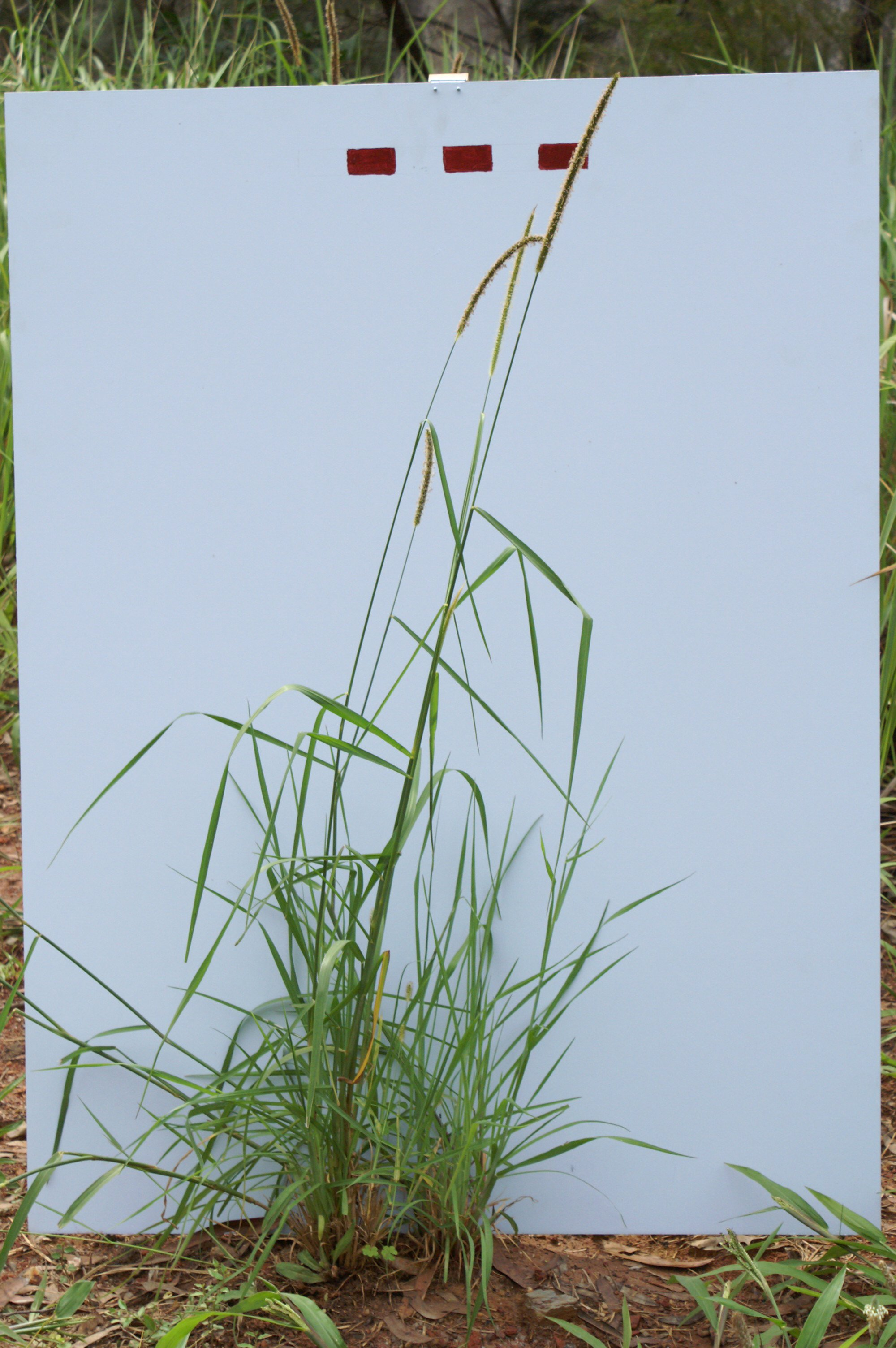
Habitus von Setaria sphacelata

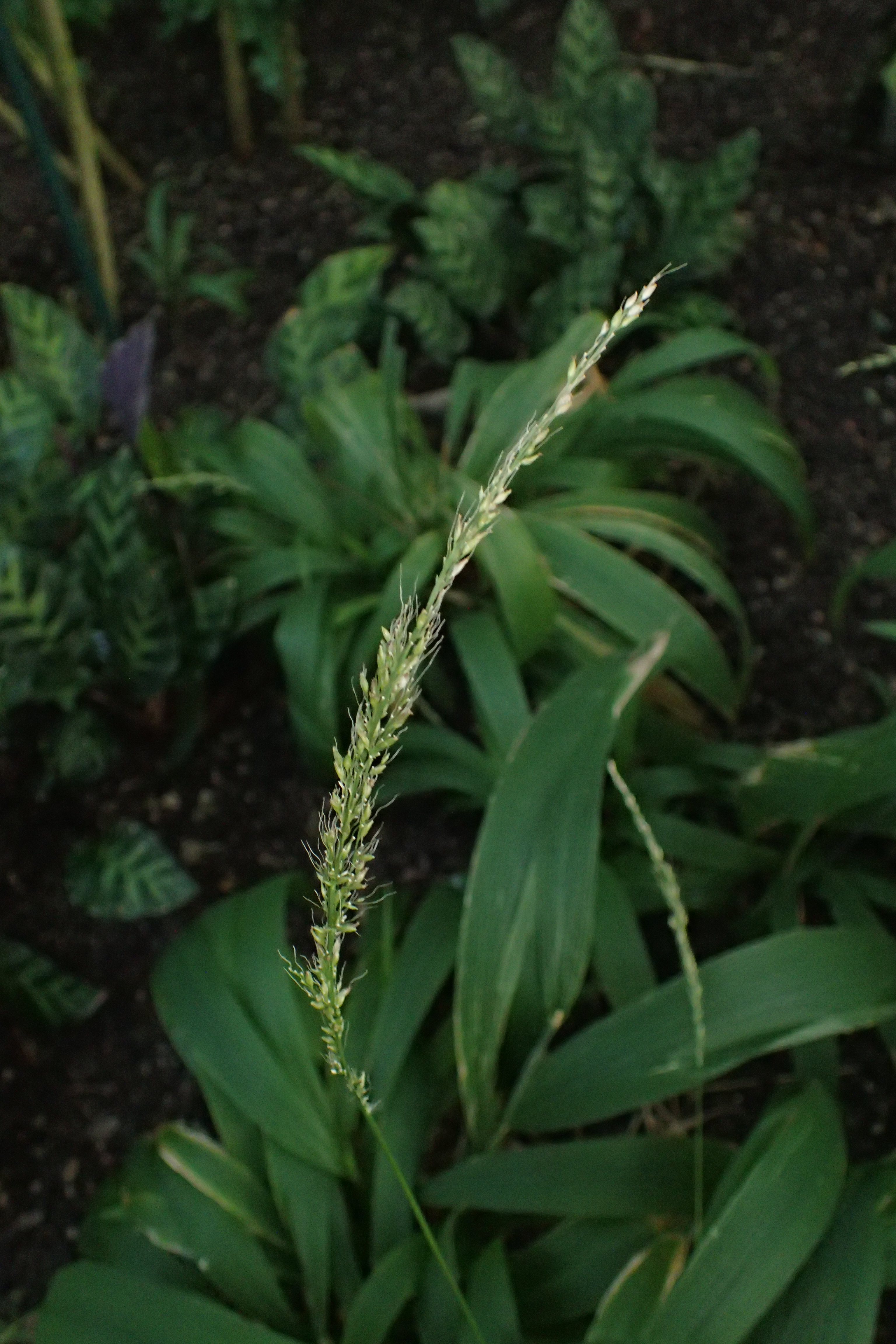
Setaria sulcata

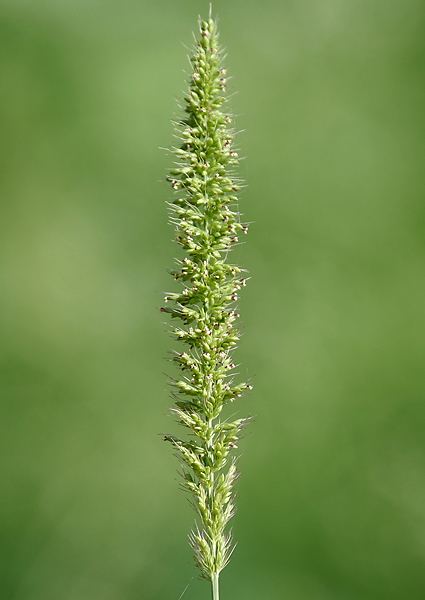
Quirlige Borstenhirse (Setaria verticillata)

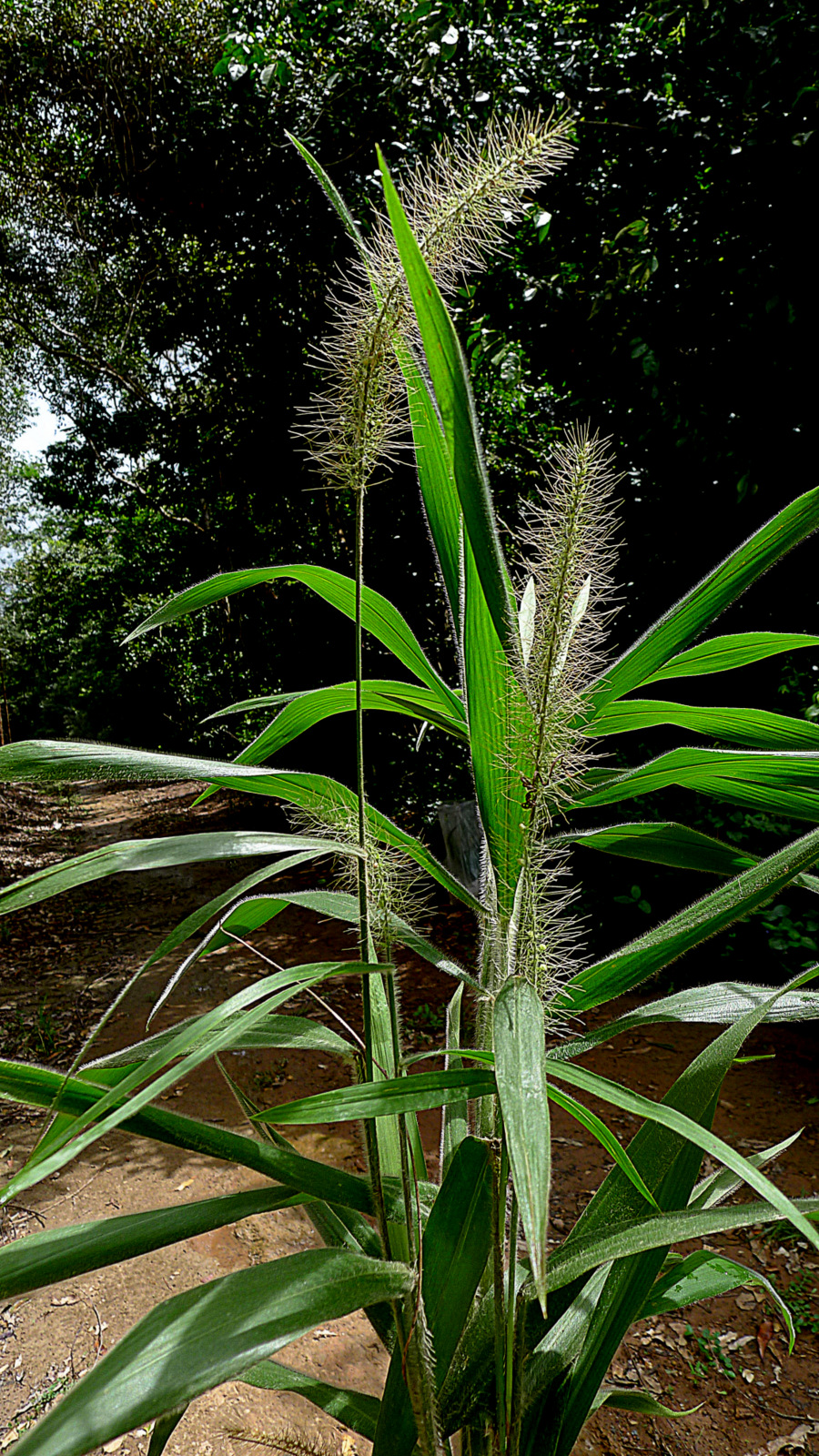
Setaria vulpiseta

Die Gattung Setaria umfasst je nach Autor 100 bis 180 Arten:
- Setaria adhaerens (Forssk.) Chiov.: Sie kommt in einigen Gebieten der Alten Welt vor.[8]
- Setaria albovillosa (S.T.Blake) R.D.Webster (Gilt oft als Paspalidium albovillosum S.T.Blake[5]): Sie kommt in den australischen Bundesstaaten Queensland sowie New South Wales vor.[5]
- Setaria alonsoi Pensiero & A.M.Anton: Sie kommt in Argentinien vor.[8]
- Setaria ankarensis (A.Camus)  (Gilt oft als Paspalidium ankarense  A.Camus[15]): Sie kommt in Madagaskar vor.[15]
- Setaria apiculata (Scribn. & Merr.) K.Schum.: Sie kommt in den australischen Gebieten Western Australia, Northern Territory sowie Queensland vor.[5]
- Setaria appendiculata (Hack.) Stapf: Sie kommt in Äthiopien bis Tansania, Angola bis Südafrika vor.[8]
- Setaria arizonica Rominger: Sie kommt vom südlichen Arizona bis nordwestlichen Mexiko vor.[8]
- Setaria atrata Hack. ex Engl.: Sie kommt von Äthiopien bis zum südlichen tropischen Afrika vor.[8]
- Setaria australiensis (Scribn. & Merr.) Vickery: Sie kommt in den australischen Bundesstaaten Queensland sowie nordöstliches New South Wales vor.[5]
- Setaria austrocaledonica (Balansa) A.Camus: Sie kommt nur in Neukaledonien vor.[8]
- Setaria aversa (Vickery) R.D.Webster (Gilt oft als Paspalidium aversum Vickery[5]): Sie kommt im östlichen bis südöstlichen Australien.[5]
- Setaria barbata (Lam.) Kunth: Sie gedeiht in Tropen bis Subtropen der Alten Welt.[8][15]
- Setaria barbinodis R.A.W.Herrm.: Sie kommt nur in Bolivien vor.[8]
- Setaria basiclada (Hughes) R.D.Webster (Gilt oft als Paspalidium basicladum Hughes[5]): Sie kommt in den australischen Gebieten Western Australia, Northern Territory, South Australia sowie Queensland vor.[5]
- Setaria bathiei A.Camus: Sie kommt in Madagaskar nur in der Provinz Fianarantsoa vor.[15]
- Setaria bosseri A.Camus: Sie kommt in Madagaskar vor.[15]
- Setaria brigalow R.D.Webster (Gilt oft als Paspalidium caespitosum C.E.Hubb.[5]): Sie kommt in Queensland bis ins nördliche New South Wales vor.[5]
- Setaria brownii Desv. (Syn.: Paspalidium gracile (R.Br.) Hughes[5]): Sie kommt in weiten Gebieten Australiens vor.[5][8]
- Setaria carinata S.Nozawa & Pensiero: Sie kommt nur im nördlichen Venezuela vor.[8]
- Setaria cernua Kunth: Sie kommt in Ecuador vor.[8]
- Setaria chapmanii (Vasey) Pilg.: Sie kommt in Florida, im südöstlichen Mexiko und auf Karibischen Inseln vor.[8]
- Setaria chondrachne (Steud.) Honda: Sie kommt in Südkorea, Japan  und in den chinesischen Provinzen Anhui, Guangxi, Guizhou, Henan, Hubei, Hunan, Jiangsu, Jiangxi, Sichuan, Yunnan sowie Zhejiang vor.[1]
- Setaria clementii (Domin) R.D.Webster (Gilt oft als Paspalidium clementii (Domin) C.E.Hubb.[5]): Sie kommt in weiten Gebieten Australiens vor.[5]
- Setaria clivalis (Ridl.) Veldkamp (Syn.: Setaria laxa var. nativitatis Jansen, Setaria laxa var. navitatis Jansen orth. var.[5]): Sie kommt in Malesien vor.[8]
- Setaria constricta (Domin) R.D.Webster[8] (Syn.: Paspalidium constrictum (Domin) C.E.Hubb.[5]): Sie kommt in weiten Gebieten Australiens vor.[5]
- Setaria cordobensis R.A.W.Herrm.: Sie kommt im nördlichen Argentinien vor.[8]
- Setaria corrugata (Elliott) Schult.: Sie kommt in den südöstlichen USA bis Texas, und von Kuba bis Hispaniola vor.[8]
- Setaria criniformis (S.T.Blake) R.D.Webster (Syn.: Paspalidium criniforme S.T.Blake[5]): Sie kommt in den australischen Bundesstaaten Queensland sowie New South Wales vor.[8]
- Setaria desertorum (A.Rich.) Morrone: Sie kommt im nordöstlichen tropischen Afrika bis Kenia und auf der Arabischen Halbinsel vor.[8]
- Setaria dielsii R.A.W.Herrm. (Syn.: Setaria buchananii Hitchc., Setaria buchanani Hitchc. orth. var., Setaria macrostachya auct. non Kunth[5]): Sie kommt auf den Kleinen Sundainseln und in weiten Teilen Australiens[5] vor.[8]
- Setaria distans (Trin.) Veldkamp: Sie kommt auf den Ogasawara-Inseln, in Neukaledonien, auf Neuguinea und vielleicht im nördlichen bis östlichen Australien vor.[8]
- Setaria distantiflora (A.Rich.) Pilg.: Sie kommt auf Karibischen Inseln vor.[8]
- Setaria elegantula (Mez) Morat: Sie kommt in Neukaledonien und vielleicht im nördlichen bis nordöstlichen Queensland vor.[8]
- Fabers Borstenhirse[13] (Setaria faberi R.A.W. Herrm.): Sie stammt aus dem westlichen Sibirien, aus Russlands Fernem Osten bis China und aus dem gemäßigten Ostasien[1] und ist beispielsweise in Europa und Nordamerika ein Neophyt.[8]
- Setaria fiebrigii R.A.W.Herrm.: Sie kommt von Bolivien bis zum südlichen Brasilien und nordöstlichen Argentinien vor.[8]
- Setaria finita Launert: Sie kommt in Namibia vor.[8]
- Setaria flavida (Retz.) Veldkamp (Gilt oft als Paspalidium flavidum (Retz.) A.Camus[5]): Sie kommt auf der Arabischen Halbinsel bis zum tropischen Asien und Queensland[5] vor und auf Inseln im westlichen Indischen Ozean.[8]
- Setaria forbesiana (Nees ex Steud.) Hook. f.: Die etwa zwei Varietäten kommen auf dem Indischen Subkontinent und im südlichen bis zentralen China vor.[1]
- Setaria gausa (S.T.Blake) R.D.Webster (Gilt oft als Paspalidium gausum S.T.Blake[5]): Sie kommt im nördlichen bis östlichen Queensland und im nordöstlichen New South Wales vor.[5]
- Setaria geminata (Forssk.) Veldkamp: Sie ist in zwei Varietäten in den Tropen und Subtropen weitverbreitet.[8][15]
- Setaria globoidea (Domin) R.D.Webster (Gilt oft als Paspalidium globoideum (Domin) Hughes[5]): Sie kommt in den australischen Bundesstaaten Queensland sowie New South Wales vor.[5]
- Setaria globulifera (Steud.) Griseb.: Sie kommt vom südöstlichen bis südlichen Brasilien und im nordöstlichen Argentinien vor.[8]
- Setaria gracillima Hook. f.: Dieser Endemit kommt nur in Sri Lanka vor.[8]
- Setaria grandis Stapf: Sie kommt nur in Malawi vor.[8]
- Setaria grandispiculata (B.K.Simon) R.D.Webster (Gilt oft als Paspalidium grandispiculatum B.K.Simon[5]): Sie kommt vom südöstlichen Queensland bis zum nordöstlichen New South Wales vor.[5]
- Setaria grisebachii E.Fourn.: Sie ist von Oklahoma bis Belize, von Kolumbien bis Ecuador und auf den Galapagos-Inseln verbreitet.[8]
- Setaria guizhouensis S.L.Chen & G.Y.Sheng: Die zwei Varietäten sind Endemiten in der chinesischen Provinz Guizhou und gedeihen in Höhenlagen von 1300 bis 1600 Metern.[1]
- Setaria hassleri Hack.: Sie kommt in Venezuela, Brasilien sowie im nördlichen Argentinien vor.[8]
- Setaria homonyma (Steud.) Chiov.: Sie ist in der Paläotropis verbreitet.[8]
- Setaria humbertiana A.Camus: Dieser Endemit kommt in Madagaskar nur in der Provinz Toliara vor.[15]
- Setaria hunzikeri Anton: Sie kommt in Paraguay sowie im nördlichen Argentinien vor.[8]
- Setaria incrassata (Hochst.) Hack.: Sie kommt vom tropischen bis ins südliche Afrika vor.[9]
- Setaria isalensis A.Camus: Sie kommt in Madagaskar vor.[15]
- Setaria intermedia Roem. & Schult.: Sie kommt in Pakistan, Indien, Bhutan, Sri Lanka, Myanmar und China vor.[1][16][9]
- Kolbenhirse,[17] Italienische Borstenhirse (Setaria italica (L.) P.Beauv.): Sie ist nur aus Kultur bekannt.
- Setaria jaffrei Morat: Dieser Endemit kommt nur in Neukaledonien vor.[8]
- Setaria kagerensis Mez (Syn.: Setaria grantii Stapf, Setaria microprolepis Stapf, Setaria ramentacea Stapf, Setaria seriata Stapf): Sie kommt im tropischen Afrika vor.[9][8]
- Setaria lachnea (Nees) Kunth: Sie kommt in Brasilien, Argentinien, Paraguay, Uruguay, Bolivien und Peru vor.[9]
- Setaria latifolia (Scribn.) R.A.W.Herrm.: Sie kommt in Mexiko vor.[9]
- Setaria leucopila (Scribn. & Merr.) K.Schum.: Sie kommt in den Vereinigten Staaten und in Mexiko vor.[9]
- Setaria liebmannii E.Fourn.: Sie kommt in Arizona, Mexiko, Guatemala, Honduras, El Salvador, Nicaragua und Costa Rica vor.[9]
- Setaria limensis Tovar: Sie kommt nur in Peru vor.[8]
- Setaria lindenbergiana (Nees) Stapf: Sie kommt im tropischen und im südlichen Afrika vor.[9]
- Setaria longipila E.Fourn.: Sie kommt in Mexiko, Guatemala, Honduras, El Salvador und Nicaragua vor.[9]
- Setaria longiseta P.Beauv.: Sie kommt im tropischen Afrika vor.[9]
- Setaria macrosperma (Scribn. & Merr.) K.Schum.: Sie kommt in den südöstlichen und im nordöstlichen bis zentralen Mexiko vor.[8]
- Setaria macrostachya Kunth: Sie ist auf Karibischen Inseln und in Südamerika verbreitet.[8]
- Setaria madecassa A.Camus: Dieser Endemit kommt in Madagaskar vor.[15]
- Setaria magna Griseb.: Sie ist von den südlichen Vereinigten Staaten bis Mexiko, auf den Karibischen Inseln und in Südamerika verbreitet.[9]
- Setaria megaphylla (Steud.) T.Durand & Schinz: Sie kommt vom tropischen bis ins südliche Afrika vor.[9][15]
- Setaria mendocina Phil.: Sie kommt in Argentinien vor.[8]
- Setaria mildbraedii C.E.Hubb.: Dieser Endemit kommt nur auf der Insel Annobón im Golf von Guinea vor.[8]
- Setaria montana Reeder: Sie kommt nur in Neuguinea vor.[8]
- Setaria nicorae Pensiero: Sie kommt in Südamerika vor.[8]
- Setaria nigrirostris (Nees) T.Durand & Schinz (Syn.: Setaria acromelaena (Hochst.) T.Durand & Schinz:): Sie kommt vom nordöstlichen und östlichen tropischen Afrika bis zur Demokratischen Republik Kongo, Malawi bis Lesotho, Eswatini und Südafrika vor.[8]
- Setaria oblongata (Griseb.) Parodi: Sie kommt in Südamerika vor.[8]
- Setaria obscura de Wit: Dieser Endemit kommt nur in KwaZulu-Natal vor.[8]
- Setaria oplismenoides R.A.W.Herrm. (Syn.: Setaria schultzii (Benth.) Domin): Sie kommt in den australischen Gebieten Northern Territory sowie Queensland vor.[5]
- Setaria orthosticha K.Schum. ex R.A.W.Herrm.: Sie ist in Afrika verbreitet.[8]
- Setaria palmeri Henrard: Sie kommt in Mexiko vor.[9]
- Palmblättrige Borstenhirse[17] (Setaria palmifolia (J.Koenig) Stapf): Sie ist im tropischen Asien, in China, Taiwan und Japan verbreitet.[1][16][9]
- Setaria paniculifera (Steud.) E.Fourn. ex Hemsl.: Sie kommt von Mexiko bis Venezuela und auf Karibischen Inseln vor.[9]
- Setaria pampeana Parodi ex Nicora: Sie kommt in Uruguay sowie im nördlichen Argentinien vor.[8]
- Setaria paraguayensis Pensiero: Sie kommt in Paraguay sowie im westlichen-zentralen Brasilien vor.[8]
- Setaria parodii Nicora: Sie kommt in Uruguay, im südlichen Brasilien sowie im nordöstlichen Argentinien vor.[8]
- Setaria parviflora (Poir.) M.Kerguelen (Syn.: Setaria geniculata P.Beauv., Setaria gracilis Kunth, Setaria geniculata var. pauciseta Desv., Setaria gracilis Kunth var. gracilis, Setaria glauca var. geniculata (Poir.) Urb., Setaria gracilis var. pauciseta (Desv.) B.K.Simon[5]): Sie kommt in Nord-, Mittel- und Südamerika vor.[9] Sie ist in Australien ein Neophyt.[5]
- Setaria paspalidioides Vickery: Sie kommt in den australischen Bundesstaaten New South Wales sowie Queensland vor.[5]
- Setaria paucifolia (Morong) Lindm.: Sie kommt in Paraguay, Brasilien sowie im nordöstlichen Argentinien vor.[8]
- Setaria perrieri A.Camus: Sie kommt in Madagaskar vor.[15]
- Setaria petiolata Stapf & C.E.Hubb.: Sie kommt von Äthiopien bis ins südliche tropische Afrika vor.[8]
- Setaria pflanzii Pensiero: Die Erstbeschreibung erfolgte 1995. Sie kommt in Bolivien, Paraguay sowie im nordwestlichen Argentinien vor.[8]
- Setaria plicata (Lam.) T.Cooke: Die seit 2006 etwa zwei Varietäten sind in Indien, Nepal, Indonesien, Malaysia, China, Tibet, Taiwan und Japan verbreitet.[1][9]
- Setaria poiretiana (Schult.) Kunth (Syn.: Setaria caudula Stapf, Setaria jurgensenii E.Fourn., Setaria speciosa (Kuntze) Kuhlm.): Sie ist von Mexiko über Zentralamerika bis ins tropische Südamerika weitverbreitet.
- Setaria pseudaristata (Peter) Pilg.: Sie kommt in Tansania, Angola, Simbabwe, Sambia, Botswana und Namibia vor.[9]
- Rote Borstenhirse oder Fuchsrote Borstenhirse[17][13] (Setaria pumila (Poir.) Roem. & Schult.): Sie ist von gemäßigten bis subtropischen Gebieten in Eurasien und Nordafrika weitverbreitet[1][16] und ist in der Neuen Welt, Südafrika und Australien ein Neophyt.
- Setaria queenslandica Domin: Sie kommt in den australischen Gebieten Western Australia, Northern Territory sowie Queensland vor.[5]
- Setaria restioidea (Franch.) Stapf: Sie kommt im tropischen Afrika vor.[8]
- Setaria reverchonii (Vasey) Pilg.: Sie kommt in Oklahoma, New Mexico, Texas und in Mexiko vor.[9]
- Setaria rigida Stapf: Sie kommt im südlichen Afrika vor.[8]
- Setaria roemeri Jansen: Sie kommt nur in Neuguinea vor.[8]
- Setaria rosengurttii Nicora: Sie kommt in Uruguay, im südlichen Brasilien sowie im nordöstlichen Argentinien vor.[8]
- Setaria sagittifolia (A.Rich.) Walp.: Sie kommt in Simbabwe, Eswatini, Südafrika und in Madagaskar vor.[9][15]
- Setaria scabrifolia (Nees) Kunth : Sie kommt in Brasilien[9] und in Madagaskar[15] vor.
- Setaria scandens Schrad.: Sie ist von Mexiko bis Panama, auf Karibischen Inseln und in Südamerika verbreitet.[9]
- Setaria scheelei (Steud.) Hitchc.: Sie kommt in Texas, im südlichen Arizona und in Mexiko vor.[9]
- Setaria scottii (Hack.) A.Camus: Sie kommt in Madagaskar vor.[15]
- Setaria setosa (Sw.) P.Beauv.: Sie kommt auf Karibischen Inseln und in Südamerika vor.[9]
- Setaria sphacelata (Schumach.) Stapf & C.E.Hubb. ex Moss (Syn.: Setaria splendida Stapf, Setaria trinervia Stapf): Sie kommt in Afrika sowie Madagaskar und als Neophyt in Australien[5] vor.
- Setaria stolonifera Boldrini: Sie kommt im südlichen Brasilien sowie im nordöstlichen Argentinien vor.[8]
- Setaria submacrostachya Luces: Sie kommt in Venezuela vor.[8]
- Setaria sulcata Raddi: Sie ist in der Neotropis von Mexiko über Zentralamerika bis Südamerika weitverbreitet.[9]
- Setaria surgens Stapf (Syn.: Setaria brownii R.A.W.Herrm. nom. illeg., Setaria glauca var. minor F.M.Bailey, Setaria glauca var. pulchella F.M.Bailey): Sie kommt in den australischen Gebieten Western Australia, Northern Territory, New South Wales sowie Queensland vor.[5]
- Setaria tenacissima Schrad.: Sie ist in der Neotropis verbreitet.[8]
- Setaria tenax (Rich.) Desv.: Sie ist in der Neotropis von Mexiko über Zentralamerika und Karibischen Inseln bis Südamerika weitverbreitet.[9]
- Setaria texana Emery: Sie kommt im südlichen Texas, in Nuevo León und in Tamaulipas vor.[9]
- Setaria taolanensis A.Camus: Sie kommt in Madagaskar vor.[15]
- Setaria vaginata Spreng.: Sie kommt in Argentinien, Brasilien, Paraguay und Uruguay vor.[9]
- Setaria variifolia (Swallen) Davidse: Sie kommt von Mexiko über Belize bis Guatemala vor.[9]
- Setaria vatkeana K.Schum.: Sie kommt in Madagaskar vor.[15]
- Quirlige Borstenhirse,[13] Täuschende Borstenhirse[18] (Setaria verticillata (L.) P.Beauv., Syn.:  Chaetochloa verticillata (L.) Scribn., Chamaeraphis italica var. verticillata (L.) Kuntze, Chamaeraphis verticillata (L.) Porter, Ixophorus verticillatus (L.) Nash, Panicum verticillatum L., Panicum verticillatum var. vulgare Döll nicht gültig veröffentlicht, Pennisetum verticillatum (L.) R.Br., Setaria adhaerens var. verticillata (L.) Belo-Corr, Setaria adhaerens subsp. verticillata (L.) Belo-Corr., Setaria verticillata var. pubescens Maire & Weiller nicht gültig veröffentlicht, Setariopsis verticillata (L.) Samp., Chaetochloa ambigua (Guss.) Scribn. & Merr., Chaetochloa verticillata var. breviseta (Mutel) Farw., Chamaeraphis italica var. ambigua (Guss.) Kuntze, Chamaeraphis italica var. densa Kuntze, Panicum ambiguum (Guss.) Hausskn. nom. illeg., Panicum asperum Lam., Panicum decipiens (F.W.Schultz) E.H.L.Krause nom. illeg., Panicum italicum Ucria nom. illeg., Panicum rude Lam. ex Steud. nom. nud., Panicum verticillatum var. ambiguum Guss., Panicum verticillatum var. antrorsum A.Braun, Panicum verticillatum var. brevisetum Mutel, Panicum verticillatum var. coloratum Asch. & Graebn., Panicum verticillatum var. coloratum A.Braun ex Asch. & Graebn., Panicum verticillatum var. maior Thunb., Panicum verticillatum var. retrorsum Asch. & Schweinf., Panicum verticillatum var. robustum A.Braun ex Asch. & Graebn., Panicum verticillatum var. seticuliferum Pauquy, Panicum viride Desf. nom. illeg., Setaria adhaerens var. ambigua (Guss.) Belo-Corr., Setaria adhaerens var. antrorsa (A.Braun) H.Scholz, Setaria ambigua (Guss.) Guss. nom. illeg., Setaria ambigua var. latifolia Freyn, Setaria aspera Link ex G.Don nom. nud., Setaria carnei Hitchc., Setaria conglomerata Fr. ex Schltdl., Setaria decipiens F.W.Schultz, Setaria decipiens Schimp. ex Morariu nom. illeg., Setaria decipiens var. schulteissii (Zimm.) Morariu, Setaria floribunda Spreng., Setaria glauca var. ambigua (Guss.) Bouvier, Setaria gussonei Kerguélen, Setaria nubica Link, Setaria panicea subsp. ambigua (Guss.) Asch. & Graebn., Setaria pratensis Phil., Setaria pseudoverticillata Schltdl. pro syn., Setaria teysmannii Miq., Setaria verticillata var. ambigua (Guss.) Parl., Setaria verticillata subsp. ambigua (Guss.) Arcang., Setaria verticillata var. arenosa Schur, Setaria verticillata var. breviseta Godr. nom. illeg., Setaria verticillata var. breviseta Gray, Setaria verticillata var. congesta F.Gérard, Setaria verticillata var. latifolia Freyn, Setaria verticillata var. longiseta Ducommun, Setaria verticillata var. pilifera B.de Lesd., Setaria verticillata var. ramosa N.H.F.Desp., Setaria verticillata var. robusta (A.Braun ex Asch. & Graebn.) Vollm., Setaria verticilliformis Dumort., Setaria viridis subsp. ambigua (Guss.) K.Richt., Setaria viridis var. ambigua (Guss.) Coss. & Durieu, Setaria viridis var. insularis A.Terracc.): Sie ist in Eurasien, in Nordamerika und sonst in den Subtropen weitverbreitet.[1][15][16]
- Setaria villosissima (Scribn. & Merr.) K.Schum.: Sie kommt in Texas und Mexiko vor.[9]
- Grüne Borstenhirse[13] (Setaria viridis (L.) P.Beauv., Syn.: Setaria arenaria Kitag.): Die etwa drei Varietäten sind von gemäßigten bis subtropischen Gebieten in der Alten Welt, beispielsweise in Nordafrika und Eurasien weitverbreitet[1][16] und beispielsweise in der Neuen Welt sowie Australien ein Neophyt.
- Setaria vulpiseta (Lam.) Roem. & Schult.: Sie ist in der Neotropis weitverbreitet.[9]
- Setaria welwitschii Rendle: Sie kommt nur in Angola vor.[9]
- Setaria yunnanensis Keng f. & K.D.Yu: Sie gedeiht in Höhenlagen von 2300 bis 3900 Metern in Tibet und in den chinesischen Provinzen Sichuan sowie Yunnan.[1]